# Heather Ford
Heather Ford es una deportista británica que compitió en judo. Ganó una medalla de bronce en el Campeonato Europeo de Judo de 1980, en la categoría de +72 kg.

## Palmarés internacional
| Campeonato Europeo | Campeonato Europeo | Campeonato Europeo | Campeonato Europeo |
| Año                | Lugar              | Medalla            | Categoría          |
| ------------------ | ------------------ | ------------------ | ------------------ |
| 1980               | Údine (Italia)     | Medalla de bronce  | +72 kg             |